# Molinos de viento de Herencia
Los Molinos de Viento de Herencia es un edificio de arquitectura tradicional agroindustrial ubicado en Herencia, Ciudad Real. Concretamente, se trata de molinos harineros, diseñados para la molienda de cereales, principalmente trigo, utilizando la energía eólica como fuerza motriz.

## Contexto
El contexto histórico de los molinos de viento de Herencia está estrechamente ligado a la evolución agrícola y cultural de la región de Castilla-La Mancha, así como a las transformaciones económicas y sociales que marcaron la zona desde el siglo XVIII.
La necesidad de moler cereales, principalmente trigo, para la producción de harina impulsó la construcción de molinos de viento en toda la comarca manchega, aprovechando las condiciones climáticas favorables, caracterizadas por vientos constantes. En Herencia, la primera licencia para la construcción de un molino de viento se otorgó en 1778, y en 1790 se documentó el primero en funcionamiento. A lo largo del siglo XIX, la localidad llegó a contar con once molinos.
Durante este periodo, los molinos no solo eran esenciales para la producción alimentaria, sino que también se convirtieron en puntos de encuentro social y en elementos clave del paisaje manchego. Su presencia simbolizaba el progreso técnico y la capacidad de aprovechar los recursos naturales para el desarrollo agrícola. Sin embargo, con la llegada de sistemas de molienda más modernos, como los molinos de agua y, posteriormente, las fábricas industriales de harina, comenzó el declive de los molinos de viento tradicionales. A esto se sumaron los estragos de conflictos como la guerra de la Independencia española (1808-1814), durante la cual varios molinos sufrieron daños, y el abandono progresivo en las décadas siguientes.

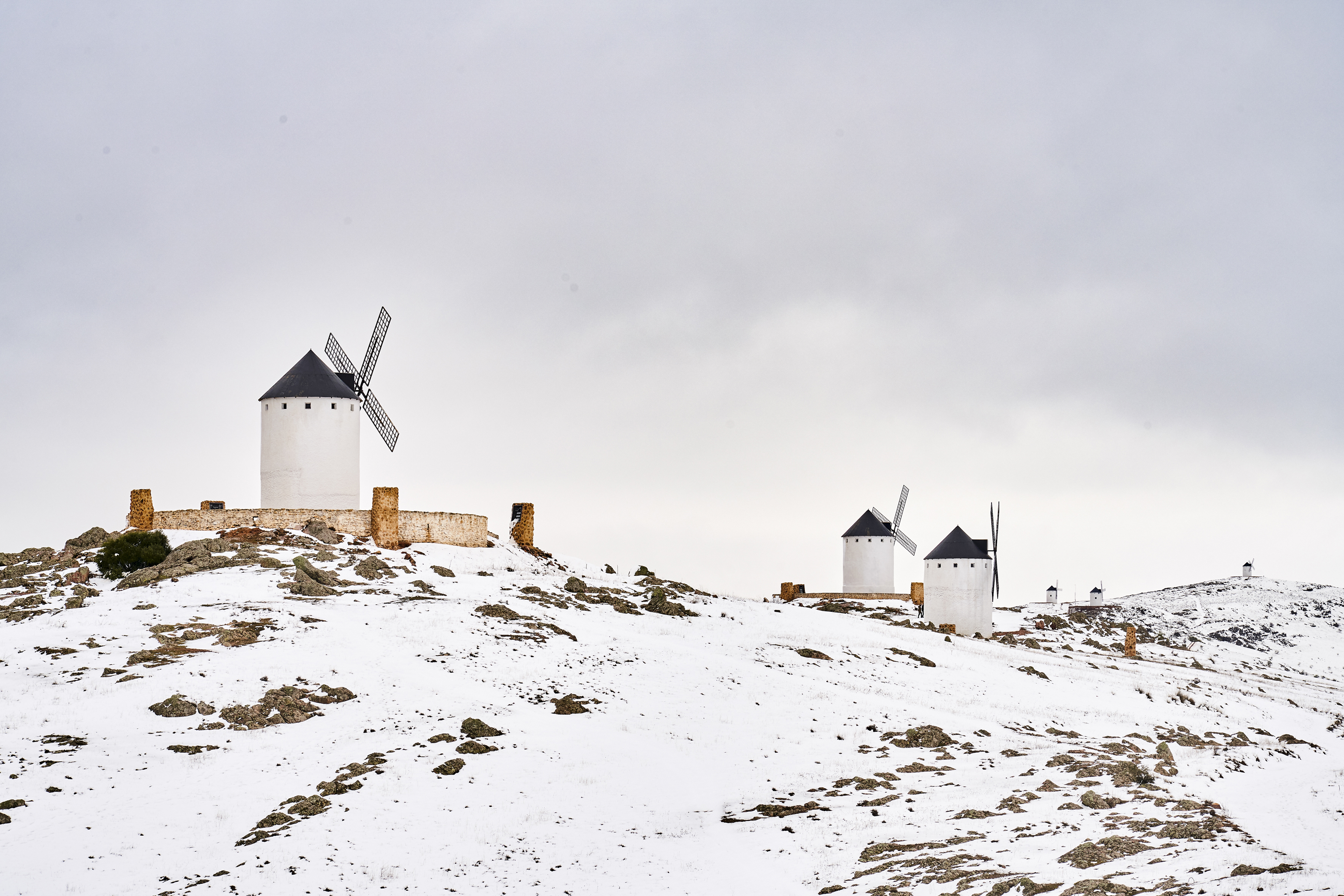
Molinos nevados

A pesar de este declive, a finales del siglo XX y principios del XXI se inició un proceso de recuperación y restauración del patrimonio molinero en Herencia. En 2003, se llevaron a cabo importantes trabajos de restauración para conservar los molinos que aún permanecían en pie. De los once molinos originales, siete han sobrevivido y hoy se han convertido en símbolos culturales y turísticos de la localidad.
Este renacer ha permitido poner en valor no solo la arquitectura y la funcionalidad de los molinos, sino también su significado literario, al estar estrechamente asociados a la figura de Don Quijote de la Mancha, obra de Miguel de Cervantes. La preservación de estos molinos forma parte del esfuerzo por conservar la identidad manchega y mantener viva la memoria de sus tradiciones. 

## Historia
En el año 1790 se construyó el primer molino en tierras herencianas, debido a que éstos eran más baratos que los de agua, sobre todo teniendo en cuenta que los cursos de agua existentes en Herencia son bastante irregulares. Así, a partir de esa fecha se construyen numerosos molinos, llegándose a contabilizar hasta once molinos en 1807.  Actualmente quedan siete ejemplares: "El Ama", "La Sobrina", "Dulcinea", "Maritornes", "La Dueña Dolorida", "La Duquesa" y "Teresa Panza". En el año 2003 se ha acometido la restauración exterior de estos cuatro últimos, que contribuyen a aportar una imagen típicamente manchega a la localidad.
Originalmente, estos molinos se utilizaban para la molienda de cereales, principalmente el trigo, aprovechando la energía eólica como fuerza motriz. Ya en el siglo XXI, aunque han dejado de cumplir su función original, se han convertido en elementos turísticos y culturales, con algunos de ellos abiertos al público para visitas guiadas y exposiciones. Estos molinos no solo representan la herencia histórica de la región, sino que también ofrecen a los visitantes una conexión directa con la tradición manchega y la obra cervantina.